# Case popolari di piazza Tuscolo
Le ex case popolari di piazza Tuscolo (I.C.P), sono degli stabili in stile barocchetto romano eretti nel quartiere Appio-Latino di Roma tra il 1924 e il 1926 su progetto dell'architetto Camillo Palmerini. Sono da poco stati inseriti all'interno del Circolo Delle Belle Arti Di Roma e perfettamente restaurati da qualche anno.

## Storia

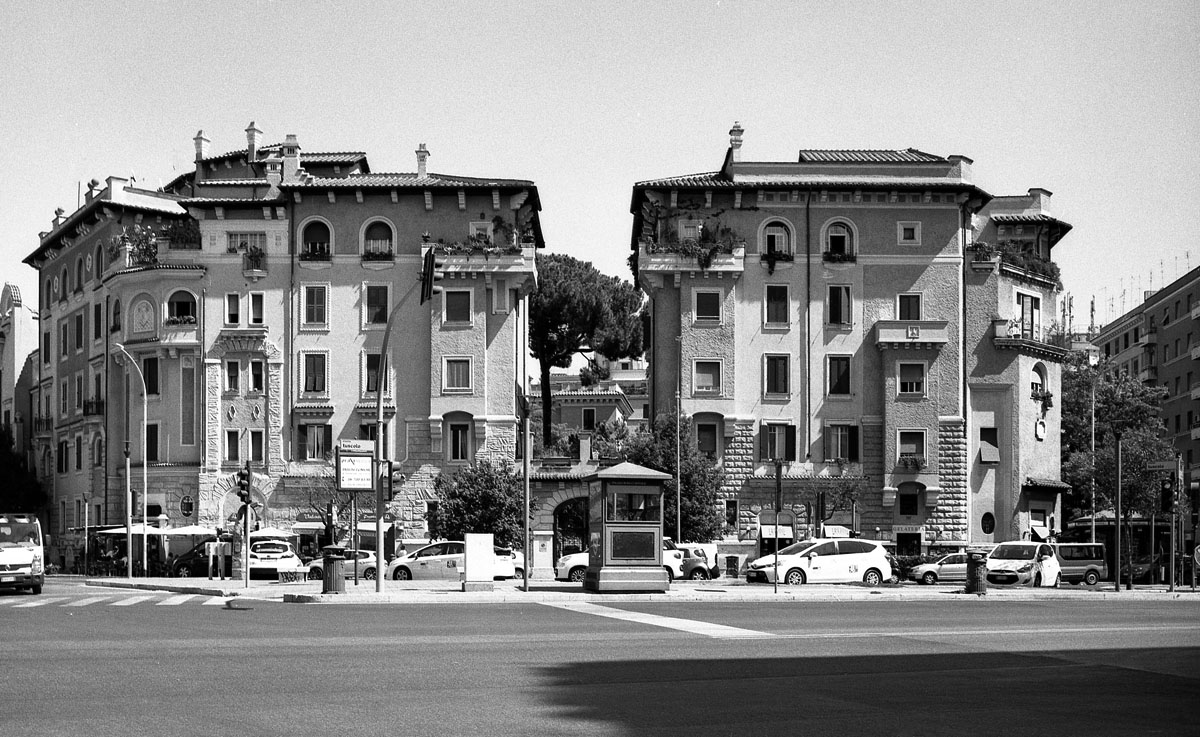
Palazzine a piazza Tuscolo

Le ex case popolari di Piazza Tuscolo, sono sicuramente il più chiaro esempio di barocchetto romano all'interno del quartiere Appio-Latino. La loro costruzione (avvenuta nel 1924 in seguito alla continua espansione della zona),era stata affidata al noto architetto dell'epoca Camillo Palmerini, che realizzerà intorno al 1925 altri fabbricati su via La Spezia e nel 1927 caseggiati sul tracciato di via Appia Nuova, in prossimità della piazza di Ponte Lungo. 
Il complesso di palazzine di Piazza Tuscolo si inserisce nella notevolissima attività edilizia dell' I.C.P. di quel periodo; in particolare rappresenta quella costruzione di case così dette di tipo "economico", cioè destinate al sostegno abitativo del ceto medio impiegatizio. Infatti, in un periodo di grave esigenza abitativa dovuta alla sospensione degli sfratti, all'inceppo del mercato edilizio per lo sciopero degli investimenti privati e al clima di incertezza politica all'alba della presa di potere del fascismo, si viene realizzando un'ipotesi di sostegno delle condizioni abitative del ceto medio, realizzando così un'immagine di politica clientelare da parte degli Enti di Edilizia Pubblica e di ricerca di consensi da parte del fascismo verso le classi medie.

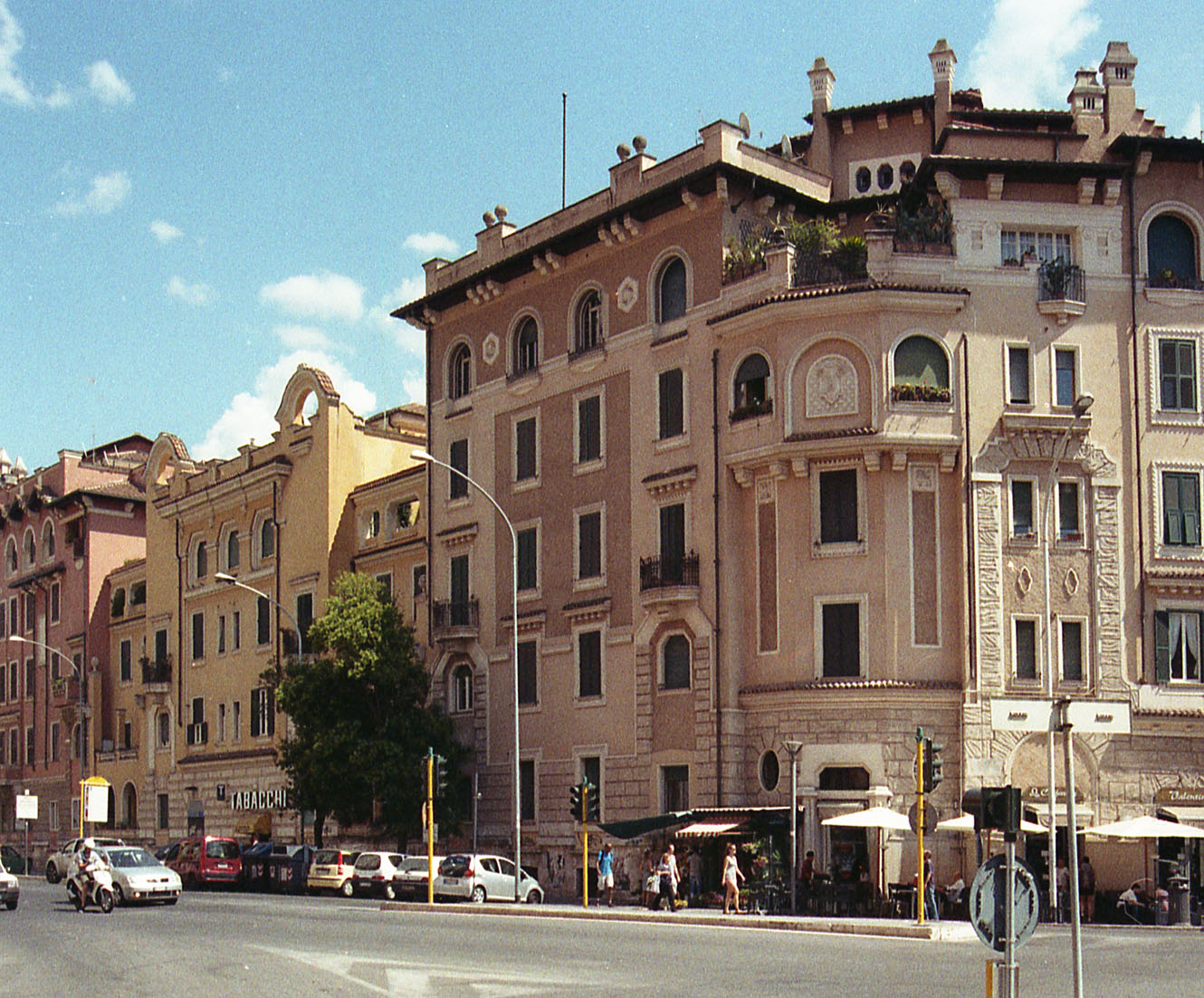
Palazzine a via Soana

D'altro canto la coscienza della valorizzazione della città costruita spinsero l'I.C.P. a sostituire o affiancare nelle località più centrali e pregiate l'intervento popolare con quello economico. Infatti sembra opportuno adeguare l'investimento al valore di mercato delle aree e quindi nei quartieri a destinazione borghese o piccolo borghese dotare gli alloggi di standard dei servizi più elevati e comunque simili a quelli dell'edilizia privata corrispondente (cfr. "La Casa popolare a Roma" a cura di Cristina Cocchioni e Mario De Grassi - Edizioni Kappa - Edizione speciale per l'80º anniversario della Fondazione IACP della Provincia di Roma e Touring Club Italiano, l'Italia - Roma). Ciò è confermato dalla particolare cura dei dettagli e dall'uso spiccato di modanature, dal notevole impiego di balconi in facciata e dall'inserimento, al centro del giardino, di una bellissima copia in peperino della fontana di Piano Scarano a Viterbo. Questa fontana fu realizzata per l'Esposizione Internazionale di Roma del 1911, nell'ambito della rassegna etnico-regionale per far conoscere ai visitatori, quando i viaggi erano un privilegio per pochi, le peculiarità di ciascuna regione. Essa fu originariamente montata in Piazza Mazzini, ove in quell'occasione si allestirono decine di costruzioni temporanee che riproducevano alcuni degli edifici più significativi delle città italiane tra le quali Viterbo, che fu rappresentata con un suggestivo quanto immaginario scorcio medievale di cui la fontana faceva parte. Alla fine dell'Esposizione non fu smantellata ma, visti gli apprezzamenti che aveva raccolto, conservata ed inserita dall'architetto Palmerini nel complesso immobiliare di Piazza Tuscolo, ove è ancora oggi possibile ammirarla (cfr. l'articolo di Andrea Bentivegna dal titolo "Quando Viterbo andò all'Expo di Roma" pubblicato su ViterboNews24).

## Descrizione

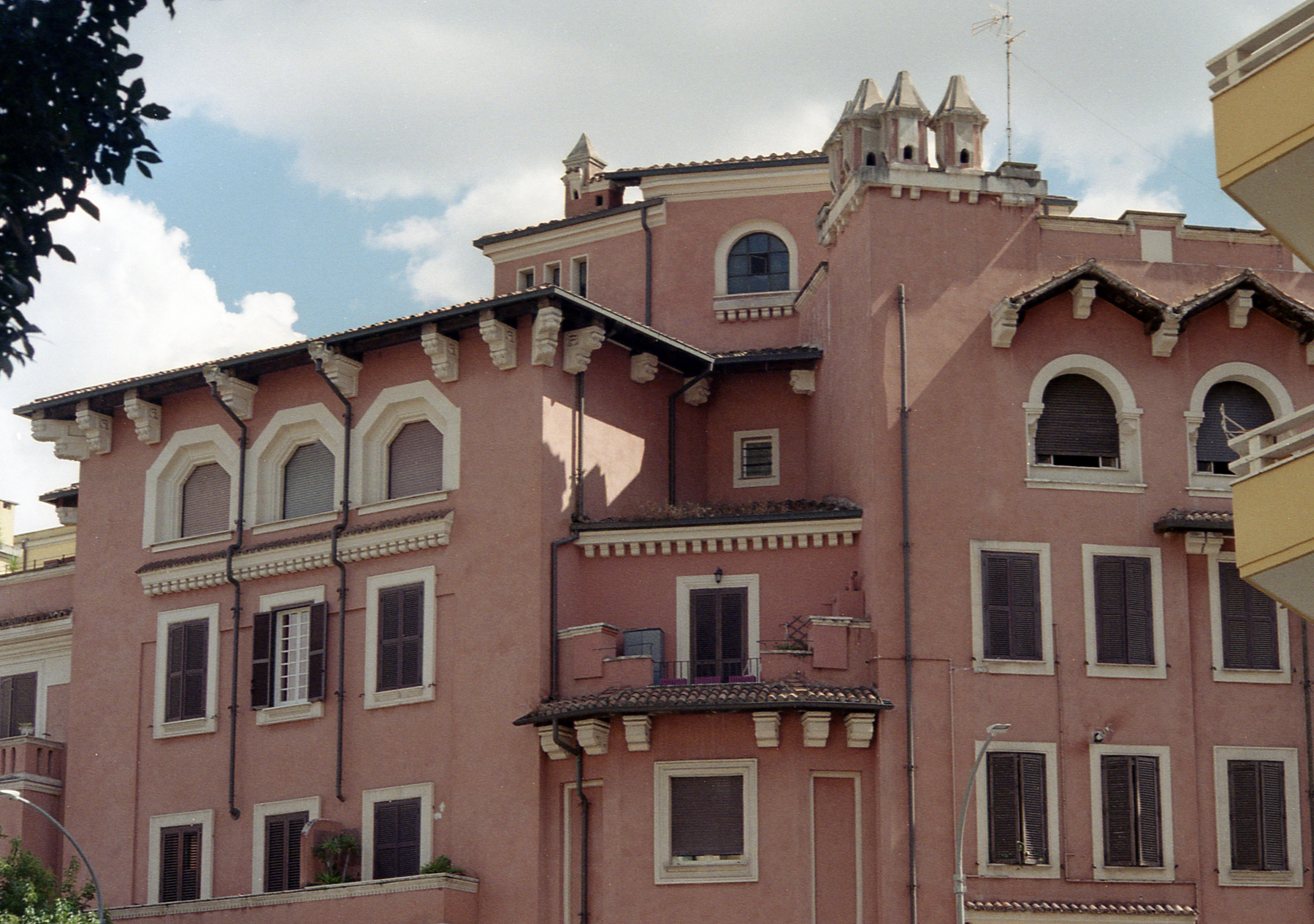
Palazzina a piazza Tarquinia

Le palazzine centrali sorgono al centro della piazza, mentre due si affacciano su via Etruria, un'altra coppia su via Astura e una settima su via Soana. Le 2 palazzine centrali appaiono non perfettamente simmetriche e sono collegate da un ingresso in ferro battuto da cui si accede al grande cortile interno. Tra il pianterreno e il primo piano, è presente una bugnatura che viene interrotta da un breve cornicione e da una coppia di mensole in muratura che sorreggono una sporgenza che termina in un grande balcone. Sugli ultimi piani sono presenti delle rientranze fungenti da terrazze, sormontate da lunghi pergolati con sottotetti in legno. Su tutta la facciata, sono inoltre presenti piccoli stemmi alternati a motivi geometrici. In cima alle due palazzine si possono osservare numerosi comignoli decorati, affiancati da un portabandiere in ferro battuto. La tinta attuale degli stabili affaccianti su piazza Tuscolo è di un pesca-giallo. La terza palazzina (posta al centro di via Etruria) è di colore giallo e provvista di un intonaco a pelle di pecora. La parte inferiore è interamente rivestita da un primo strato di travertino e da un secondo di bugnato; inoltre, il fabbricato è suddiviso in 3 corpi: 2 posti ai lati (leggermente più bassi) e uno al centro (provvisto di un piano in più con l'aggiunta di una fila di tre finestre adorne di modanature).
La palazzina a fianco (posta all'angolo tra via Etruria e via Astura) presenta un disegno decisamente più articolato delle precedenti: sono infatti presenti numerose torrette di differenti dimensioni che donano all'edificio volume; inoltre, la bugnatura è in questo caso presente anche sulle finestre dei piani superiori, affiancata da mensole, balconi riccamente decorati, nicchie e lesene in muratura. La struttura è quasi completamente rivestita da intonaco a pelle di pecora e da una tinta di colore rosso ed è collegata allo stabile a fianco da un secondo grande ingresso. La quinta palazzina (anch'essa suddivisa in 3 corpi), presenta una semplice e liscia bugnatura nella parte inferiore ed è provvista di poche modanature (una coppia di archi muti, qualche lesena e alcune mensole sorreggenti gli unici due balconi). È di colore giallo. La sesta palazzina (posta all'angolo tra via Astura e Piazza Tarquinia), è simile alla quarta ed è provvista delle stesse torrette e della stessa colorazione. Sono però presenti dei balconcini sorretti da mensole più decorate, i sottotetti presentano un motivo a zig-zagcon l'aggiunta di comignoli dalle forme differenti e si possono anche osservare alcune rientranze serventi da terrazze.
La settima palazzina (situata al centro di via Soana) è probabilmente la più singolare: differenti sono infatti la bugnatura, le decorazioni e i balconi dalla forma più sporgente. Anche questo stabile è suddiviso in 3 corpi, ma nella fattispecie le 2 sagome laterali si trovano più arretrate, mentre quella centrale sporge dalla struttura. Sulla sommità di quest'ultima sono presenti due curiosi e decorati archi, decorazioni presenti anche nelle case popolari di via La Spezia. Lo stabile è di colore giallo e sotto l'ultima fila di finestre del piano finale è presente l'iscrizione latina che recita: AEDIFICATA ANNO DOMINI MCMXXIV(edificata nell'anno 1924).